# 特羅伊齊克 (梅利托波爾區)
47°3′53″N 35°27′20″E / 47.06472°N 35.45556°E
特羅伊齊克（烏克蘭語：Троїцьке）是位於烏克蘭東南部的村莊，由扎波羅熱州梅利托波爾區的新博赫達尼夫卡市鎮負責管轄。該村始建於1860年，面積4平方公里，海拔高度25米，2001年人口361，人口密度每平方公里90.3人。